# Gonzalo Castro (ur. 1984)
Gonzalo „Chory” Castro Irizábal, (ur. 14 września 1984 w Trinidadzie) – urugwajski piłkarz, występujący na pozycji napastnika w Máladze. Zawodnik reprezentacji Urugwaju.

## Kariera

### Początki kariery
Chori Castro karierę rozpoczął w klubie Club Nacional de Football. W Primera División Uruguaya zadebiutował 13 lipca 2002 roku w wygranym 3:1 meczu z Central Español. W Nacionalu grał przez 5 lat.

### Kariera w Hiszpanii
7 sierpnia 2007 roku Gonzalo Castro podpisał pięcioletni kontrakt z hiszpańskim klubem RCD Mallorca. Podpisując 4-letni kontrakt, Castro przeszedł do Realu Sociedad.
| Sezon     | Liga                      | Klub                      | Kraj      | Mecze | Gole |
| --------- | ------------------------- | ------------------------- | --------- | ----- | ---- |
| 2002      | Primera División Uruguaya | Club Nacional de Football | Urugwaj   | 3     | 0    |
| 2003      | Primera División Uruguaya | Club Nacional de Football | Urugwaj   | 2     | 0    |
| 2004      | Primera División Uruguaya | Club Nacional de Football | Urugwaj   | 10    | 0    |
| 2005      | Primera División Uruguaya | Club Nacional de Football | Urugwaj   | 49    | 17   |
| 2006/2007 | Primera División Uruguaya | Club Nacional de Football | Urugwaj   | 17    | 4    |
| 2007/2008 | Primera División          | RCD Mallorca              | Hiszpania | 9     | 1    |
| 2008/2009 | Primera División          | RCD Mallorca              | Hiszpania | 19    | 5    |
| 2009/2010 | Primera División          | RCD Mallorca              | Hiszpania | 35    | 6    |
| 2010/2011 | Primera División          | RCD Mallorca              | Hiszpania | 20    | 5    |
| 2011/2012 | Primera División          | RCD Mallorca              | Hiszpania | 35    | 6    |
| 2012/2013 | Primera División          | Real Sociedad             | Hiszpania | 31    | 7    |
| 2013/2014 | Primera División          | Real Sociedad             | Hiszpania | 23    | 2    |
| 2014/2015 | Primera División          | Real Sociedad             | Hiszpania | 32    | 4    |
| 2015/2016 | Primera División          | Real Sociedad             | Hiszpania | 8     | 0    |
| 2015/2016 | Primera División          | Málaga CF                 | Hiszpania | 16    | 1    |
| 2016/2017 | Primera División          | Málaga CF                 | Hiszpania | 29    | 1    |
| 2017/2018 | Primera División          | Málaga CF                 | Hiszpania | 26    | 4    |

## Reprezentacja
Chori Castro zadebiutował w reprezentacji Urugwaju 17 sierpnia 2005 roku w Gijón w meczu z Hiszpanią. Dotychczas dla swojego kraju rozegrał 15 meczów, nie zdobył gola.